# The Culling
The Culling — это игра в жанре королевской битвы от первого лица, разработанная студией Xaviant. Игра вышла в ранний доступ Steam 4 марта 2016 года на Microsoft Windows и Linux, а позже — на Xbox One.

## Геймплей
16 игрокам дают 20 минут на игру и высаживают в капсулах на закрытую территорию в случайные места. На игровой территории присутствуют здания, в которых игроки могут найти полезные для выживания предметы. Игроки могут найти мосты, бочки с ядовитым газом, взрывоопасные бочки. Во время игры происходят различные события, к примеру летающий дрон с ценным грузом вокруг центра карты, который нужно сбить. Главная цель игры — остаться последним выжившим. Ближе к концу игры выпускается ядовитый газ, который постепенно охватывает всю карту. За выполнение различных действий, таких как убийство других игроков или утилизацию предметов игроки получают «F.U.N.C» — игровую валюту, которая используется для создания, покупки, улучшения снаряжения и для вызова дрона с грузом в специальных местах.
В игре присутствует система перков и грузов, которые выбираются перед матчем и не могут быть изменены во время него. Игроки могут выбрать 3 перка из 3 категорий и 1 дрон с грузом, в зависимости от стиля игры.

## Разработка
Серверы игры были закрыты 25 октября 2018 года.

## Отзывы, награды и продажи
| Сводный рейтинг | Сводный рейтинг                                   |
| Агрегатор       | Оценка                                            |
| --------------- | ------------------------------------------------- |
| Metacritic      | (PC) 60/100 (1 обзор) (Xbox One) 60/100 (1 обзор) |

Игра получила посредственные отзывы. На сайте-агрегаторе Metacritic оценка игры составляет 60 из 100 на основе 1 обзора для платформы PC и 80 из 100 на основе 1 обзора для платформы Xbox One.
Летом 2018 года, благодаря уязвимости в защите Steam Web API, стало известно, что точное количество пользователей сервиса Steam, которые играли в игру хотя бы один раз, составляет 843 301 человек.